# Pardosa modica
Pardosa modica är en spindelart som först beskrevs av John Blackwall 1846.  Pardosa modica ingår i släktet Pardosa och familjen vargspindlar. Inga underarter finns listade i Catalogue of Life.